# Zorita de los Canes
Zorita de los Canes é um município da Espanha na província de Guadalajara, comunidade autónoma de Castilla-La Mancha, de área km² com população de 100 habitantes (2007) e densidade populacional de 4,86 hab/km².

## Demografia
| Variação demográfica do município entre 1991 e 2004 | Variação demográfica do município entre 1991 e 2004 | Variação demográfica do município entre 1991 e 2004 | Variação demográfica do município entre 1991 e 2004 |
| --------------------------------------------------- | --------------------------------------------------- | --------------------------------------------------- | --------------------------------------------------- |
| 1991                                                | 1996                                                | 2001                                                | 2004                                                |
| 103                                                 | 88                                                  | 91                                                  | 98                                                  |